# Chiesa di Santa Maria di Roio
La chiesa di Santa Maria di Roio è un edificio religioso dell'Aquila, situato nel quarto di San Giovanni. 
Insieme alla vicina chiesa dei Santi Marciano e Nicandro, deve la sua realizzazione agli abitanti del castello di Roio, che contribuirono così alla fondazione della città nel XIII secolo. Rimase completamente distrutta dal terremoto dell'Aquila del 1703, venendo ricostruita tra il 1715 e il 1757 con dimensioni più modeste di quelle originarie. Danneggiata dal terremoto del 2009, la chiesa è attualmente inagibile e in attesa di lavori di ristrutturazione e consolidamento.

## Storia
La sua edificazione viene collocata come successiva all'elevazione della chiesa dei Santi Marciano e Nicandro dello stesso locale, e pertanto datata dal Morelli tra il 1266 e il 1290. Presumibilmente venne realizzata dai castellani di Roio Colle, in antitesi alla chiesa capoquarto dei castellani di Roio Piano.
La chiesa originaria doveva essere assai caratteristica e riconoscibile, impreziosita da un'alta torre campanaria con terminazione a cuspide o addirittura a cupoletta del tipo a bulbo, d'influenza veneziana. Le dimensioni, inoltre, dovevano essere di gran lunga maggiori delle attuali, mentre l'impianto era a tre navate contro la singola esistente oppure, più verosimilmente, a navata unica ma con cappelle sporgenti; viene ipotizzata anche l'esistenza di un transetto o navata trasversale di collegamento tra l'aula e la torre campanaria. Infine, secondo il Morelli, anche la facciata dei primordi era più vasta dell'attuale, in virtù della sproporzione tra i singoli elementi architettonici ed il prospetto moderno, mentre l'Antonini non è dello stesso parere.
Venne completata definitivamente all'inizio del XIV secolo. Ulteriori interventi avvennero in seguito al terremoto dell'Aquila del 1461; a questo periodo risalirebbe difatti la scultura mariana posta nella lunetta del portale principale.
A partire dal XVI secolo sono documentati ampliamenti dell'impianto spaziale, presumibilmente con la realizzazione di cappelle laterali, in aggiunta a quelle già esistenti dell'Annunziata e dell'Assunta, rispettivamente poste alla sinistra e alla destra dell'altare. Queste vennero poi allineate e coperte da un tetto a falda che, tuttavia, non arrivava sino al prospetto principale per non alterare la composizione della facciata. Al 1577 la chiesa contava quattordici altari, segno d'una complessa articolazioni di vani e cappelle.
L'edificio fu gravemente danneggiato dal terremoto dell'Aquila del 1703, rimanendo colpito una prima volta in seguito alla scossa del 16 gennaio e venendo distrutto quasi completamente con la scossa del 2 febbraio. I lavori di ricostruzione cominciarono nel 1715 e, per quanto riguarda la navata e il piedicroce, terminarono nel 1725. L'apparato decorativo barocco è attribuito a Pietro Paolo Porani mentre è ignoto l'ideatore del nuovo impianto dell'edificio. Al 1757, per mano dello stesso Porani, venne completato il restauro del presbiterio, seppur privo dell'originaria tribuna che venne trasformata nella casa canonica dell'allora arciprete Travaglioli.
Il terremoto del 6 aprile 2009 ha nuovamente danneggiato la chiesa, rendendola inagibile.

## Descrizione
La chiesa è posta nell'omonima piazza immersa nel centro storico dell'Aquila, lungo il decumano secondario di via Roio che dalla piazza del Duomo scende verso Borgo Rivera. La piazza è caratterizzate da importanti emergenze architettoniche quali il frontale Palazzo Rivera e l'adiacente Palazzo Persichetti, risultando una delle più interessanti della città per l'insolita predominanza dell'architettura civile su quella religiosa.

### Esterno
La facciata di Santa Maria di Roio risulta essere tra le più insolite dell'architettura religiosa aquilana. Interamente in pietra concia, è circoscritta da contrafforti e suddivisa verticalmente in tre sezioni da paraste scanalate, con la centrale caratterizzata dal portale principale e dal sovrastante rosone; la terminazione è costituita da un'alta cornice in pietra con al centro lo stemma del castello di Roio. Il prospetto tripartito riprende in parte il disegno delle concittadine San Pietro a Coppito, Santi Marciano e Nicandro e San Quinziano, dove tuttavia i due ordini orizzontali sono resi equivalenti.
Il portale è di fattura modesta, d'evidente ispirazione borgognona, con stipiti a vivo correggenti una mensola e l'archivolto a tutto sesto; viene datato — fatta eccezione per la lunetta rinascimentale — alla fine del XIII secolo, precedentemente al portale della chiesa di Sant'Antonio fuori le mura ed è quindi antecedente rispetto all'attuale prospetto. Nella lunetta è un bassorilievo mariano con la Vergine e il Bambino tra San Pietro Celestino e San Pietro Apostolo.
Il rosone, con circolo ornato a foglia, è anch'esso d'influenza borgognone, e viene datato dal Gavini al 1227; è simbolicamente posizionato esattamente al centro del prospetto, stretto tra le due paraste centrali. Secondo alcuni storici, potrebbe trattarsi dell'originario rosone recuperato dall'antica Cattedrale di San Massimo e collocata in Santa Maria di Roio dopo il sisma del 1703.
Sul fianco destro è il portale secondario realizzato decorato nel 1648 da Fabrizio Colantoni.

### Interno
L'impianto è ad aula unica, suddiviso in due ambienti — la navata e il presbiterio, quest'ultimo a pianta centrale — secondo uno schema analogo a quello della chiesa di San Quinziano. Ha dimensioni di circa 30 metri in lunghezza.
In origine, la chiesa doveva avere dimensioni maggiori ed una pianta più complessa, caratterizzata da un transetto con due cappelle ai lati dell'altare, in base ad un modello tipico delle prime chiese dell'Aquila e visibile nella chiesa dei Santi Marciano e Nicandro;  questi ambienti non sono oggi più esistenti (Cappella dell'Assunta, sul fianco destro) oppure sono separati dall'edificio religioso (Cappella dell'Annunziata, alla sinistra dell'aula, oggi riconvertita in sacrestia).
La navata, con copertura piana, è caratterizzata da quattro finte cappelle, due poste sul fianco destro e due su quello sinistro. Il primo altare sulla destra ospita la Deposizione di Francesco da Montereale. Un arco a tutto sesto segna l'ingresso nel presbiterio a pianta centrale con cupolina, impreziosito dall'altare del Ferrata, qui trasferito nel 1803 dalla Cappella dei Colantoni.